# Homopholis fasciata
Homopholis fasciata es una especie de gecko que pertenece al género Homopholis de la familia Gekkonidae. Es una especie arborícola y nocturna, nativa de África Oriental.

## Distribución y hábitat
Su área de distribución incluye Somalia, Etiopía y Kenia.